# Южно-Сахалинск (станция)
Южно-Сахалинск — главная и одна из старейших железнодорожных станций Сахалинского региона Дальневосточной железной дороги. Названа по городу, в котором расположена.

## История
Станция была открыта в 1906 году как станция Владимировка как часть линии Корсаков (Одомари) — Южно-Сахалинск (Тоёхара). В 1908 году эта станция была переименована в станцию Тоёхара. В 1911 году открылась линия Южно-Сахалинск — Новоалександровка (Конума). В 1925 году была открыта линия Южно-Сахалинск — Курская-Сахалинская (Судзуя), и станция стала центром, а уже в 1928 году открыто прямое сообщение с городом Маока (Холмск)
В 1946 году станция была переименована в «Южно-Сахалинск».
В начале 1990-х в связи с закрытием малодеятельных веток было упразднено движение до станции Анива и до станции Стародубское.
В 1996 году линия на Холмск прекратила свое существование (участок от Новодеревенской до Чертова моста), а вместе с этим пропало прямое сообщение с Холмском (пассажирские поезда начали ходить через Ильинск).
В 1997 году упразднено пригородное движение до станции Синегорск
В середине 2000-х в связи с нерентабельностью маршрут Южно-Сахалинск — Холмск был урезан до станции Томари.
В 2019 в связи с отказом ОАО «РЖД» от перешивки малодеятельных веток с последующей их ликвидацией было закрыто сообщение со станциями Новодеревенская (ноябрь 2019) и Быков (1 июня 2019).

## Описание
Станция состоит из девяти путей колеи 1520 мм, все неэлектрифицированные. У первого пути расположена низкая посадочная платформа с вокзалом, построенным в 1980-е годы. Также на территории станции расположено локомотивное и вагонное депо Южно-Сахалинск. Вблизи станции расположено управление бывшей Сахалинской железной дороги. В нескольких километрах от станции находится Южно-Сахалинская детская железная дорога.

## Деятельность
По параграфу станция способна осуществлять небольшие грузовые отправления со складов и на открытых площадках, приём/отправку контейнеров массой до 30 тонн, а также продажу пассажирских билетов. От станции отправляются пассажирские поезда по всем линиям Сахалинского региона ДВЖД, на которых имеется пассажирское сообщение:

### Дальнее сообщение
- Ноглики
- Холмск (через Ильинск, по указанию)
- Поронайск
- Томари

### Пригородное сообщение
- Корсаков
- Алые Розы